# Alfred Schläppi
Alfred Schläppi (n. 30 ianuarie 1898, Leysin, cantonul Vaud, Elveția – d. 15 aprilie 1981, Leysin, cantonul Vaud, Elveția) a fost un bober ce a reprezentat Elveția, medaliat olimpic. A participat la o ediție a Jocurilor Olimpice (1924) în care a câștigat o medalie de aur.

## Participări
Lista de mai jos prezintă principalele competiții la care a participat Alfred Schläppi de-a lungul carierei.
- Bob la Jocurile Olimpice de iarnă din 1924